# Би Шэн (лунный кратер)
Кратер Би Шэн (лат. Bi Sheng) — крупный ударный кратер в северной приполярной области обратной стороны Луны. Название дано в честь китайского изобретателя, впервые в истории человечества применившего для печатания подвижной шрифт, Би Шэна (990—1051) и утверждено Международным астрономическим союзом в 2010 г.

## Описание кратера

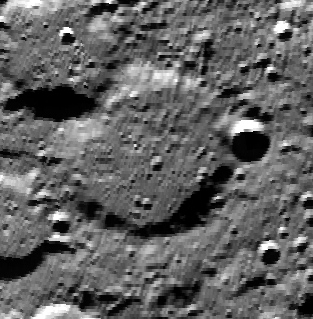
Кратер Би Шэн. Снимок зонда Clementine.

Ближайшими соседями кратера являются кратер Сирс на юго-западе; кратер Миланкович на юге-юго-востоке и кратер Карпинский на юго-востоке. Селенографические координаты центра кратера — 78°21′ с. ш. 148°28′ в. д. / 78,35° с. ш. 148,46° в. д., диаметр — 55 км, глубина — около 2,4 км.

Вал кратера имеет циркулярную форму, умеренно разрушен. Южная и северо-западная часть вала перекрыты крупными кратерами. Высота вала над окружающей местностью составляет около 1200 м, объем кратера приблизительно 2500 км3. Дно чаши кратера неровное, отмечено множеством мелких кратеров.

## Сателлитные кратеры
Отсутствуют.